# Han-Gräber der Könige von Lu
Bei der Bezeichnung Han-Gräber der Könige von Lu (chinesisch 汉鲁王墓, Pinyin Hàn Lǔ wáng mù) – nach dem bedeutendsten Fundort oft auch als Han-Gräber aus dem Jiulongshan (chinesisch 九龙山汉墓, Pinyin Jiǔlóngshān Hànmù) bekannt – handelt es sich um Gräber aus dem Staat Lu der Zeit der Westlichen Han-Dynastie. Sie befinden sich in Qufu (Jiulongshan 九龙山   und Tingshan 亭山) sowie in Zoucheng 邹城市 (Sijishan 四基山), Provinz Shandong, Volksrepublik China. Es handelt sich um mehrere Grabstätten.
In den vier Gräbern der vom Provinzmuseum Shandong 1970 ausgegrabenen Jiulongshan-Stätte wurden 1900 Grabbeigaben gefunden. Bedeutend sind die Funde des Zubehörs von 12 viergespannigen Wagen (sima anche 驷马安车) und den mit ihnen zusammen begrabenen 50 Pferden.
Die Gräber in Qufu stehen seit 2001 auf der Liste der  Denkmäler der Volksrepublik China (5-170).